# كاثرين ريتشاردسون كريستنسن
كاثرين ريتشاردسون كريستنسن (بالدنماركية: Katherine Richardson)‏ هي باحثة وبروفيسورة دنماركية، ولدت في 11 مايو 1954 في الولايات المتحدة.